# Renault VZ
Pour les articles homonymes, voir VZ.
La Renault VZ (ou AMD Renault) est un prototype d'automitrailleuse conçu pendant l'entre-deux-guerres par le constructeur français Renault. 

## Historique
La Renault VZ est présentée pour répondre au programme d'automitrailleuse de découverte (AMD) défini en 1931 pour la Cavalerie française. Elle est en concurrence avec la Berliet VUB, la Panhard 178 et l'AMD Latil.
Il s'agit d'un véhicule à quatre roues motrices et directrices. Deux skis, puis deux petites chenilles, sont placés sous la caisse pour faciliter le passage des talus. Le moteur est à l'avant et l'AMD dispose de deux postes de conduites (inverseur).
Le Renault VZ sort avec une tourelle Renault prévue pour un canon de 20 mm et une mitrailleuse Reibel de 7,5 mm .

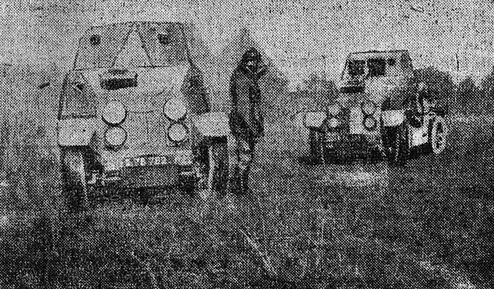
Les deux prototypes lors des manœuvres de Champagne en septembre 1932.

Après essais de novembre 1932 à janvier 1933, la commission d'expérimentation de matériel automobile de Vincennes demande des améliorations de l'AMD Renault, trop lourde et manquant d'espace à l'intérieur. Deux prototypes ont été construits (immatriculations 79761 et 79762) mais le 79761 est accidenté dès le 23 décembre 1932.
Le prototype 79762 est allégé, son aménagement intérieur est revu et il muni d'une nouvelle tourelle de l'atelier de fabrication de Vincennes, équipée d'un canon de 25 mm Hotchkiss et d'une mitrailleuse Reibel. Il est à nouveau testé du 5 au 14 décembre 1934.
L'AMD Renault n'est finalement pas retenue, et c'est la Panhard 178 qui devient en 1935 l'AMD standard de la cavalerie.